# مقاطعة ويلكس (كارولاينا الشمالية)
مقاطعة ويلكس (بالإنجليزية: Wilkes County)‏ هي إحدى مقاطعات ولاية كارولاينا الشمالية في الولايات المتحدة الأمريكية. مركز المقاطعة أو مقعدها هي مدينة ويلكسبورو. تأسست هذه المقاطعة سنة 1778.أصل هذه المقاطعة يأتي من: مقاطعة سوري.

## أعلام
- بيني بارسونز
- ويليام لينوار
- ألين فرديناند أوين